# Hidalgo, Putla Villa de Guerrero
Hidalgo är en ort i Mexiko.   Den ligger i kommunen Putla Villa de Guerrero och delstaten Oaxaca, i den sydöstra delen av landet, 300 km söder om huvudstaden Mexico City. Hidalgo ligger 799 meter över havet och antalet invånare är 299.
Terrängen runt Hidalgo är kuperad åt sydväst, men åt nordost är den bergig. Runt Hidalgo är det ganska glesbefolkat, med 39 invånare per kvadratkilometer. Närmaste större samhälle är Putla Villa de Guerrero, 10,6 km nordväst om Hidalgo. I omgivningarna runt Hidalgo växer i huvudsak städsegrön lövskog.